# Polygnathus
Genre
Polygnathus est un genre éteint de conodontes de l'ordre des ozarkodinides et de la famille des Polygnathidae. C'est le genre type de sa famille.

## Espèces
- †Polygnathus communis
- †Polygnathus linguiformis

## Utilisation en stratigraphie
Le Tournaisien, l'étage le plus ancien du Mississippien (Carbonifère inférieur), contient huit biozones à conodontes:
- la zone de Gnathodus pseudosemiglaber et de Scaliognathus anchoralis
- la zone de Gnathodus semiglaber et de Polygnathus communis
- la zone de Dollymae bouckaerti
- la zone de Gnathodus typicus et de Siphonodella isosticha
- la zone de Siphonodella quadruplicata et de Patrognathus andersoni (zone supérieure de Patrognathus andersoni)
- la zone basse de Patrognathus andersoni
- la zone de Patrognathus variabilis
- la zone de Patrognathus crassus

Durant l'événement de  Kellwasser, une extinction de masse s'étant déroulée à la fin de l'étage du Frasnien, au Dévonien, toutes les espèces de conodontes appartenant aux genres Ancyrodella et Ozarkodina, ainsi que la plupart de celles des genres Palmatolepis, Polygnathus et Ancyrognathus, disparurent.